# Opinel

Складний ніж Opinel № 8 з дубовою ручкою

Opinel — французька компанія з виробництва ножів та садових інструментів різноманітного призначення.

## Історія заснування
1890 року 18-річний Жозеф Опінель з селища Савоя починає виготовляти складні ножі з дерев'яною ручкою для власних потреб та на прохання друзям. Ножі через свою зручність ставали все більш популярні.

Складний ніж Opinel № 7 з буковим руків'ям

1897-го Жозеф починає виготовляти серію ножів різних розмірів від № 1 до № 12. Ніж під номером № 1 був найменшим і мав кільце для того, щоб його можна було прив'язати до кишенькового годинника. 1935 року ножі розмірами № 1 та № 11 було знято з виробництва.
Комерційний успіх Жозефа Опінеля продовжувався і 1901 року неподалік своєї родинної майстерні він будує нову фабрику з новим устаткуванням для швидкого виготовлення ручок для ножів. Його новий завод першим у селі мав електроенергію.
1909 рік — ножі Опінель отримують свою емблему короновану руку.
1915 -го виробництво переїжджає до міста Шамбері неподалік залізничного вокзалу. Опінель купує старий шкіряний завод і перетворює його на фабрику ножів. З 1917 Жозеф і його сини займаються створенням і просуванням бренду Opinel. Січень 1926 - пожежа викликана котлом для опалення руйнує всю будівлю заводу. Менше ніж через рік у 1927 був збудований новий сучасний завод з виготовлення ножів. Справи йшли добре і до початку другої світової війни було продано 20 млн. виробів. А станом на 2009 рік цифра продажів була збільшена до 280 млн. одиниць.
У 1955 році Марсель Опінель (син Жозефа Опінеля) бажаючи покращити безпеку ножів, винайшов систему фіксації леза Virobloc. Поворотне кільце з пружинної сталі обертаючись блокує випадкове складання ножа у роботі. Спочатку фіксація виконувалась лише у відкритому робочому положенні леза. У період 90-х років Virobloc був модифікований і тепер поворотне кільце фіксує ніж також і у складеному стані.

## Розміри лез ножів, що відповідають їх номерам моделей
Моделі складних ножів:
| Номер моделі | Довжина леза, см. |
| ------------ | ----------------- |
| №2           | 3.5 см.           |
| №3           | 4 см.             |
| №4           | 5 см.             |
| №5           | 6 см.             |
| №6           | 7 см.             |
| №7           | 8 см.             |
| №8           | 8,5 см.           |
| №9           | 9 см.             |
| №10          | 10 см.            |
| №12          | 12 см.            |
| №13          | 22 см.            |

- Ніж Opinel №8 був найпершим розміром, який виробляв Жозеф Опінель 1890 році.

## Використання матеріалів у виробництві складних ножів Opinel
Оригінальна найперша модель мала ручку з дерева черешні і лезо з вуглецевої сталі, яка має гарний різ, але потребує регулярного очищення і змащення через не стійкість її до іржі. Зараз найпоширеніша модель ножів Opinel має букову ручку і лезо з нержавіючої сталі марки 12С27 модифікованої Sandvik.
Породи деревини, які сьогодні використовуються у виробництві ножів Opinel - це бук, дуб, горіх, оливкове дерево, палісандр, бубінга, трояндове дерево, самшит, береза. Елітні моделі такі, як Chaperon руків'я, яких виготовляють поєднуючи у спеціальних візерунках цінні породи дерев. Також дорогі моделі виготовляють з рогів різних тварин. Серії ножів для мандрівників виготовляються з синтетичних матеріалів. Існують дитячі модифікації ножів з закругленим кінчиком леза і розмальованим руків'ям.
Леза ножів Opinel маркуються в залежності від виду сталі:
| Маркування леза | Пояснення        |
| --------------- | ---------------- |
| INOX            | нержавіюча сталь |
| CARBONE         | вуглецева сталь  |